# Stanislaus-Stil

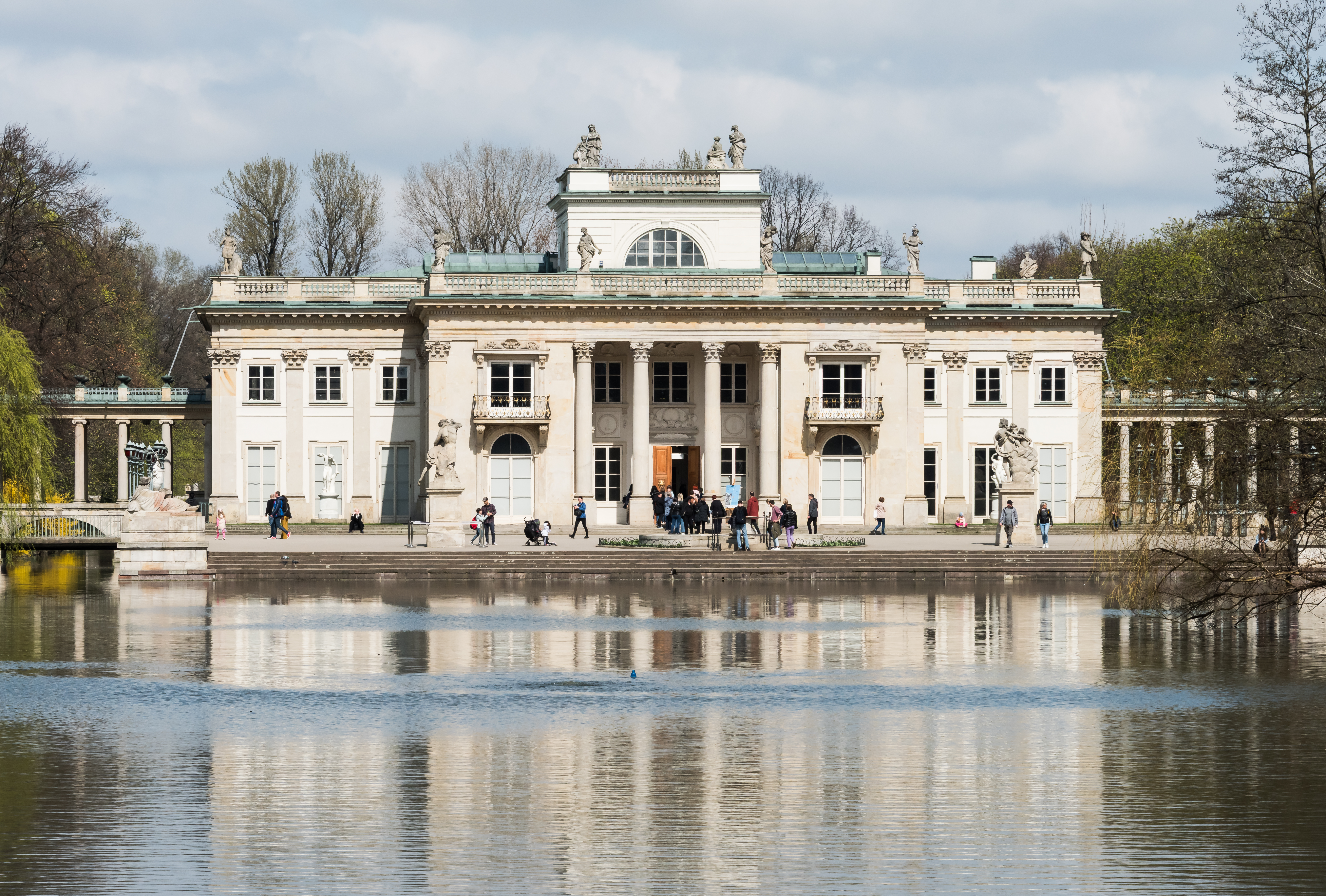
Palais auf dem Wasser

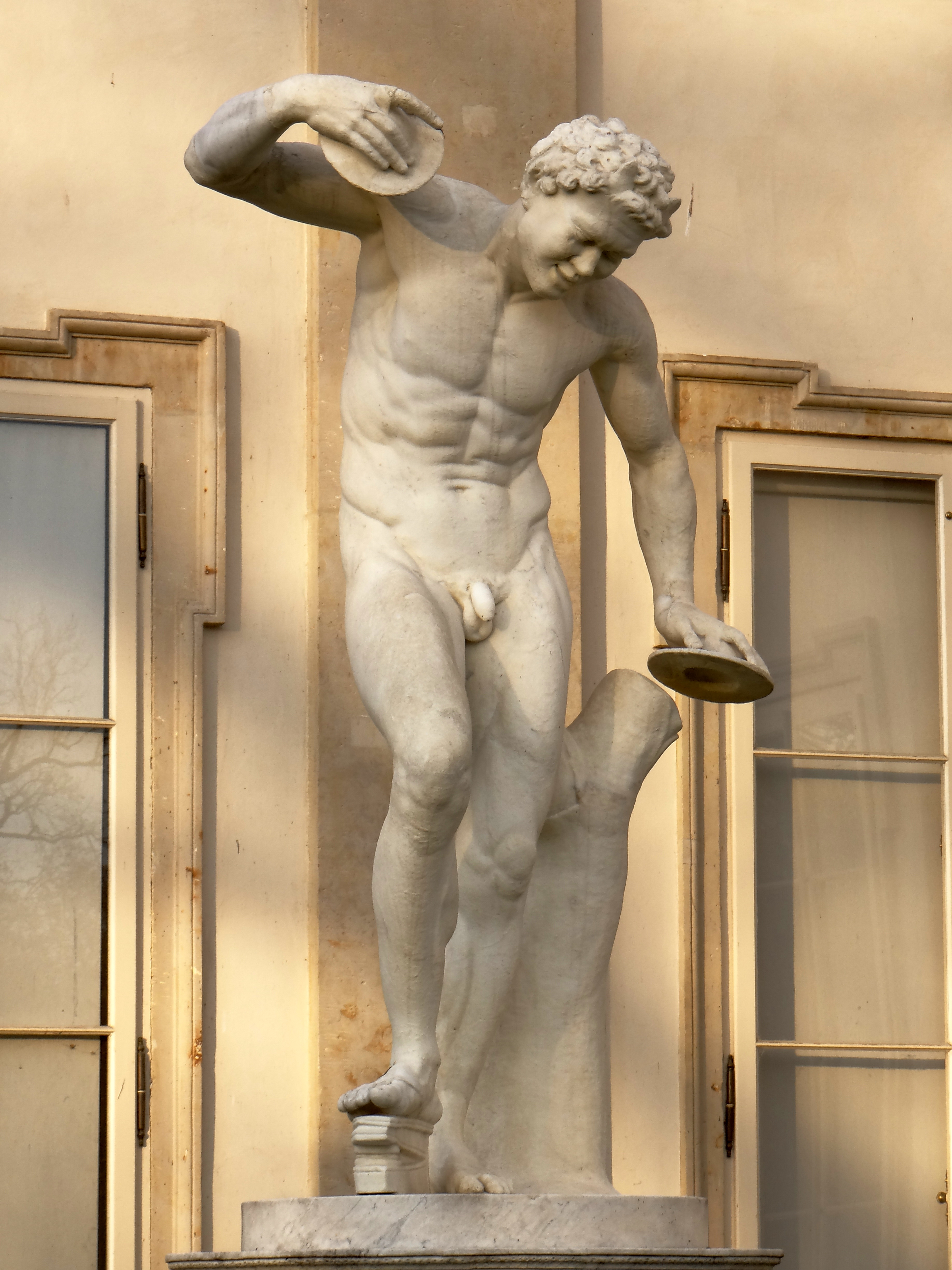
Satyr von André le Brun

Der als Stanislaus-Stil (polnisch: Styl stanisławowski) bezeichnete Baustil ist eine Kunstform, die sich während der Herrschaftszeit von Stanislaus August Poniatowski in der zweiten Hälfte des 18. Jahrhunderts in Literatur, Architektur, Malerei, Bildhauerei und Handwerk entwickelte. Sie entsprach dem individuellen Geschmack des Königs und vereinigte Elemente des Barocks/Rokokos mit dem Klassizismus.

## Beschreibung
Zeitlich wird der Stanislaus-Stil zwischen der Wahl von Stanislaus August Poniatowski zum polnisch-litauischen König 1764 und seiner Abdankung 1795 eingegrenzt. Sein Zentrum war Warschau und dessen Umgebung. Insbesondere das Innere des Warschauer Königsschlosses und die Gebäude im Łazienki-Park gelten als Beispiele des Stanislaus-Stils. Wichtige Vertreter des Stils waren oft deutsche (sächsische), italienische und französische Künstler und Architekten, wie Domenico Merlini, Johann Christian Kamsetzer, Marcello Bacciarelli, Jean-Baptiste Pillement, Johann Gottlieb Plersch oder André le Brun. Der Stanislaus-Stil entwickelte sich aus dem Augusteischen Barock.